# Анюй (притока Амуру)
Аню́й (Онюй, Дондон) — річка в Росії, в Хабаровському краї, права притока Амуру. Довжина 393 км, площа басейну 12,7 тисяч км². Бере початок на схилах хребта Сіхоте-Алінь.
В верхній течії Анюй — гірська річка, в нижній — рівнинна, тече широкою долиною з низькими заболоченими берегами; поблизу гирла розбивається на ряд рукавів, проток і стариць. Головна притока — Манома (права).